# 藪神村 (新潟県南魚沼郡)
藪神村（やぶかみむら）は、かつて新潟県南魚沼郡にあった村。

## 沿革
- 1901年（明治34年）11月1日 - 南魚沼郡北藪神村、南藪神村（一部）が合併し、藪神村が発足。
- 1956年（昭和31年）4月1日 - 南魚沼郡東村、大崎村、浦佐村と合併し、大和村となり消滅。